# 都窪郡

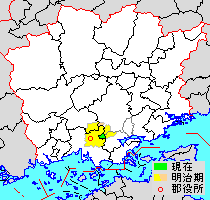
岡山県都窪郡の位置（緑：早島町 薄黄：後に他郡に編入された区域）

都窪郡（つくぼぐん）は、岡山県の郡。
人口12,408人、面積7.62km²、人口密度1,628人/km²。（2025年3月1日、推計人口）
以下の1町を含む。
- 早島町（はやしまちょう）

## 郡域
1900年（明治33年）に行政区画として発足した当時の郡域は、上記1町のほか、下記の区域にあたる。
- 岡山市
  - 北区の一部（概ね納所、川入、西花尻、東花尻、平野、延友より南西[1]および津寺・加茂・惣爪・新庄上・新庄下）
  - 南区の一部（大福・古新田・妹尾崎・山田・妹尾・箕島）
- 倉敷市の一部（茶屋町、帯高、亀山、加須山、新田、吉岡、堀南、福井、中島、水江、酒津より北東）
- 総社市の一部（赤浜、下林、上林、三須、真壁、三輪、溝口、中原、清音柿木、清音上中島より南東および中央・駅前・駅南の各一部）

## 歴史
- 1900年（明治33年）4月1日 - 郡制の施行により、都宇郡・窪屋郡の区域をもって発足。以下の町村が所属。郡役所が倉敷町に設置。（4町18村）
  - 旧・都宇郡（3町8村） - 加茂村、撫川村（現・岡山市）、庄村、中庄村、豊洲村、茶屋町（現・倉敷市）、早島町（現存）、妹尾町、箕島村、山田村、大福村（現・岡山市）
  - 旧・窪屋郡（1町10村） - 倉敷町、大市村、葦高村、帯江村、万寿村、菅生村、中洲村（現・倉敷市）、清音村、常盤村、山手村、三須村（現・総社市）
- 明治34年（1901年）4月1日 - 大市村・葦高村が合併して大高村が発足。（4町17村）
- 明治35年（1902年）4月1日（4町15村）
  - 妹尾町・箕島村が合併し、改めて妹尾町が発足。
  - 山田村・大福村が合併して福田村が発足。
- 明治37年（1904年）6月1日 - 撫川村が町制施行して撫川町となる。（5町14村）
- 大正12年（1923年）4月1日 - 郡会が廃止。郡役所は存続。
- 大正15年（1926年）7月1日 - 郡役所が廃止。以降は地域区分名称となる。
- 昭和2年（1927年）4月1日 - 倉敷町・万寿村・大高村が合併して倉敷町が発足。（5町12村）
- 昭和3年（1928年）4月1日 - 倉敷町が市制施行して倉敷市となり、郡より離脱。（4町12村）
- 昭和12年（1937年）5月5日 - 撫川町が吉備郡庭瀬町と合併して吉備町が発足。（4町12村）
- 昭和15年（1940年）12月1日 - 中洲村が町制施行して中洲町となる。（5町11村）
- 昭和19年（1944年）1月1日 - 中洲町が倉敷市に編入。（4町11村）
- 昭和26年（1951年）3月28日 - 菅生村・中庄村・帯江村が倉敷市に編入。（4町8村）
- 昭和27年（1952年）4月1日 - 豊洲村が分割し、一部（五日市・中帯江・西田・早高および高須賀の一部）が倉敷市、残部（高須賀の残部）が茶屋町にそれぞれ編入。（4町7村）
- 昭和29年（1954年）
  - 3月1日 - 三須村が吉備郡総社町に編入。（4町6村）
  - 3月31日 - 常盤村が吉備郡新本村・山田村・久代村・池田村・阿曽村・総社町と合併して総社市が発足し、郡より離脱。（4町5村）
- 昭和30年（1955年）1月1日 - 加茂村と吉備郡生石村・高松町が合併し、改めて吉備郡高松町が発足、郡より離脱。（4町4村）
- 昭和46年（1971年）3月8日（2町2村）
  - 吉備町・妹尾町・福田村が岡山市に編入。
  - 庄村が倉敷市に編入。
- 昭和47年（1972年）5月1日 - 茶屋町が倉敷市に編入。（1町2村）
- 平成17年（2005年）3月22日 - 清音村・山手村が総社市と合併し、改めて総社市が発足、郡より離脱。（1町）

### 変遷表
| 明治33年4月1日 | 明治33年4月1日 | 明治33年 - 大正15年          | 昭和1年 - 昭和2年    | 昭和3年 - 昭和15年     | 昭和16年 - 昭和30年                | 昭和31年 - 昭和63年         | 平成1年 - 平成21年3月        | 平成21年4月 -                          |
| -------------- | -------------- | ---------------------------- | -------------------- | ---------------------- | ---------------------------------- | --------------------------- | ---------------------------- | -------------------------------------- |
| 旧都宇郡       | 早島町         | 早島町                       | 早島町               | 早島町                 | 早島町                             | 早島町                      | 早島町                       | 早島町                                 |
| 旧都宇郡       | 加茂村         | 加茂村                       | 加茂村               | 加茂村                 | 昭和30年1月1日 吉備郡 高松町の一部 | 昭和46年1月8日 岡山市に編入 | 岡山市                       | 平成21年4月1日 政令市に移行 岡山市北区 |
| 旧都宇郡       | 撫川村         | 明治37年6月1日 撫川町        | 撫川町               | 昭和12年5月5日 吉備町  | 吉備町                             | 昭和46年3月8日 岡山市に編入 | 岡山市                       | 平成21年4月1日 政令市に移行 岡山市北区 |
| 旧都宇郡       | 吉備郡 庭瀬村  | 明治34年2月6日 吉備郡 庭瀬町 | 吉備郡 庭瀬町        | 昭和12年5月5日 吉備町  | 吉備町                             | 昭和46年3月8日 岡山市に編入 | 岡山市                       | 平成21年4月1日 政令市に移行 岡山市北区 |
| 旧都宇郡       | 妹尾町         | 明治35年4月1日 妹尾町        | 妹尾町               | 妹尾町                 | 妹尾町                             | 昭和46年3月8日 岡山市に編入 | 岡山市                       | 平成21年4月1日 政令市に移行 岡山市南区 |
| 旧都宇郡       | 箕島村         | 明治35年4月1日 妹尾町        | 妹尾町               | 妹尾町                 | 妹尾町                             | 昭和46年3月8日 岡山市に編入 | 岡山市                       | 平成21年4月1日 政令市に移行 岡山市南区 |
| 旧都宇郡       | 大福村         | 明治35年4月1日 福田村        | 福田村               | 福田村                 | 福田村                             | 昭和46年3月8日 岡山市に編入 | 岡山市                       | 平成21年4月1日 政令市に移行 岡山市南区 |
| 旧都宇郡       | 山田村         | 明治35年4月1日 福田村        | 福田村               | 福田村                 | 福田村                             | 昭和46年3月8日 岡山市に編入 | 岡山市                       | 平成21年4月1日 政令市に移行 岡山市南区 |
| 旧都宇郡       | 庄村           | 庄村                         | 庄村                 | 庄村                   | 庄村                               | 昭和46年3月8日 倉敷市に編入 | 倉敷市                       | 倉敷市                                 |
| 旧都宇郡       | 茶屋町         | 茶屋町                       | 茶屋町               | 茶屋町                 | 茶屋町                             | 昭和47年5月1日 倉敷市に編入 | 倉敷市                       | 倉敷市                                 |
| 旧都宇郡       | 豊洲村         | 豊洲村                       | 豊洲村               | 豊洲村                 | 昭和27年4月1日 茶屋町に編入        | 昭和47年5月1日 倉敷市に編入 | 倉敷市                       | 倉敷市                                 |
| 旧都宇郡       | 豊洲村         | 豊洲村                       | 豊洲村               | 豊洲村                 | 昭和27年4月1日 倉敷市に編入        | 倉敷市                      | 倉敷市                       | 倉敷市                                 |
| 旧都宇郡       | 中庄村         | 中庄村                       | 中庄村               | 中庄村                 | 昭和26年3月28日 倉敷市に編入       | 倉敷市                      | 倉敷市                       | 倉敷市                                 |
| 旧窪屋郡       | 倉敷町         | 倉敷町                       | 昭和2年4月1日 倉敷町 | 昭和3年4月1日 倉敷市   | 倉敷市                             | 倉敷市                      | 倉敷市                       | 倉敷市                                 |
| 旧窪屋郡       | 大市村         | 明治34年4月1日 大高村        | 昭和2年4月1日 倉敷町 | 昭和3年4月1日 倉敷市   | 倉敷市                             | 倉敷市                      | 倉敷市                       | 倉敷市                                 |
| 旧窪屋郡       | 葦高村         | 明治34年4月1日 大高村        | 昭和2年4月1日 倉敷町 | 昭和3年4月1日 倉敷市   | 倉敷市                             | 倉敷市                      | 倉敷市                       | 倉敷市                                 |
| 旧窪屋郡       | 万寿村         | 万寿村                       | 昭和2年4月1日 倉敷町 | 昭和3年4月1日 倉敷市   | 倉敷市                             | 倉敷市                      | 倉敷市                       | 倉敷市                                 |
| 旧窪屋郡       | 中洲村         | 中洲村                       | 中洲村               | 昭和15年12月1日 中洲町 | 昭和19年1月1日 倉敷市に編入        | 倉敷市                      | 倉敷市                       | 倉敷市                                 |
| 旧窪屋郡       | 帯江村         | 帯江村                       | 帯江村               | 帯江村                 | 昭和26年3月28日 倉敷市に編入       | 倉敷市                      | 倉敷市                       | 倉敷市                                 |
| 旧窪屋郡       | 菅生村         | 菅生村                       | 菅生村               | 菅生村                 | 昭和26年3月28日 倉敷市に編入       | 倉敷市                      | 倉敷市                       | 倉敷市                                 |
| 旧窪屋郡       | 三須村         | 三須村                       | 三須村               | 三須村                 | 昭和29年3月1日 吉備郡 総社町に編入 | 総社市                      | 総社市                       | 総社市                                 |
| 旧窪屋郡       | 常盤村         | 常盤村                       | 常盤村               | 常盤村                 | 昭和29年3月31日 総社市の一部       | 総社市                      | 総社市                       | 総社市                                 |
| 旧窪屋郡       | 清音村         | 清音村                       | 清音村               | 清音村                 | 清音村                             | 清音村                      | 平成17年3月22日 総社市の一部 | 総社市                                 |
| 旧窪屋郡       | 山手村         | 山手村                       | 山手村               | 山手村                 | 山手村                             | 山手村                      | 平成17年3月22日 総社市の一部 | 総社市                                 |